# Olubayo Adefemi
Olubayo Adefemi (Lagos, 13 de agosto de 1985 - Kavala, 18 de abril de 2011) foi um futebolista profissional nigeriano, medalhista olímpico de prata. Faleceu quando atuava no Skoda Xanthi após um acidente de carro na Grécia.

## Carreira
Ele foi membro da Seleção Sub-20 Nigeriana que disputou os Jogos Olímpicos de Verão de 2008 e terminou na segunda colocação, somente atrás da Argentina.